# Triticale
Triticale is een geslacht in de grassenfamilie. In Nederland wordt jaarlijks ongeveer 4000 ha triticale geteeld.

## Geslacht
Tot het geslacht ×Triticale, synoniem: ×Triticosecale Wittm. ex A.Camus behoren graansoorten, die ontstaan zijn uit de kruising van harde tarwe (Triticum durum) of gewone tarwe (Triticum aestivum) met rogge (Secale cereale). 

## Soorten
- ×Triticale Tscherm.-Seys. ex Müntzing, synoniem:  ×Triticosecale Wittm. ex A. Camus, harde tarwe (2n=28=AABB) met rogge (2n=14=RR)
- ×Triticosecale rimpaui Wittm., synoniem: ×Triticale rimpaui Wild., gewone tarwe (2n=42=AABBDD) met rogge (2n=14=RR)

## Kruisingen
De eerste handmatig geproduceerde hybride werd gemaakt door H.S. Wilson (1876) uit Schotland, gevolgd door de Amerikaanse plantenveredelaar E.C. Carman in 1884. De bedoeling was dat de hybride de hogere opbrengst en betere graankwaliteit van tarwe zou combineren met een mindere gevoeligheid voor schimmelziekten van rogge. Door de gebaarde aar treedt er minder schade door vogels op dan bij gewone tarwe. Bij deze hybride (in eerste instantie genaamd ×Triticosecale Wittmack), ging het om een octoploïde vorm met 2n = 8x = 42 + 14 = 56 chromosomen (8x=AABBDDRR).
De eerste hexaploïde triticale met 2n = 6x = 28 + 14 = 42 chromosomen (6x=AABBRR), de vorm die tegenwoordig wordt geteeld, stamt uit 1932 door kruising van harde tarwe (durumtarwe) met rogge. Vanaf 1937, toen de chemische stof colchicine kon worden gebruikt voor spontane chromosoomverdubbeling, werd de productie van deze triticale vorm eenvoudiger en begon het eerste onderzoek naar de gebruikswaarde van triticale in de landbouw.
Bij de kruisingen werd gewone tarwe gebruikt als moeder en rogge als vader.
De huidige rassen van triticale zijn ontstaan uit kruisingen van Triticale x Triticale (secundaire Triticale) en hebben ongeveer dezelfde graanopbrengst als wintertarwe en winterrogge. De planthoogte is tot ongeveer 140 cm. Door zijn weinige gevoeligheid voor droogte is triticale vooral geschikt voor teelt op zandgrond.

## Gebruik
Voor broodbereiding is triticale minder geschikt door de schotgevoeligheid (kieming in de aar op het veld), de ongunstige eiwitsamenstelling en de slechte uitmaling. Triticale wordt daarom hoofdzakelijk als veevoer gebruikt als geheleplantsilage (GPS), waarbij de gehele, onrijpe (deegstadium) plant wordt ingekuild of als graan.

## Ziekten
De huidige rassen van triticale zijn minder gevoelig voor schimmelziekten dan tarwe en rogge. Bij slechte weersomstandigheden kan aantasting optreden van fusarium in de aar. Bij het toenemen van het areaal bestaat de kans dat door toename van de infectiedruk de gevoeligheid groter wordt voor met name meeldauw, bruine roest, gele roest en bladvlekkenziekte.

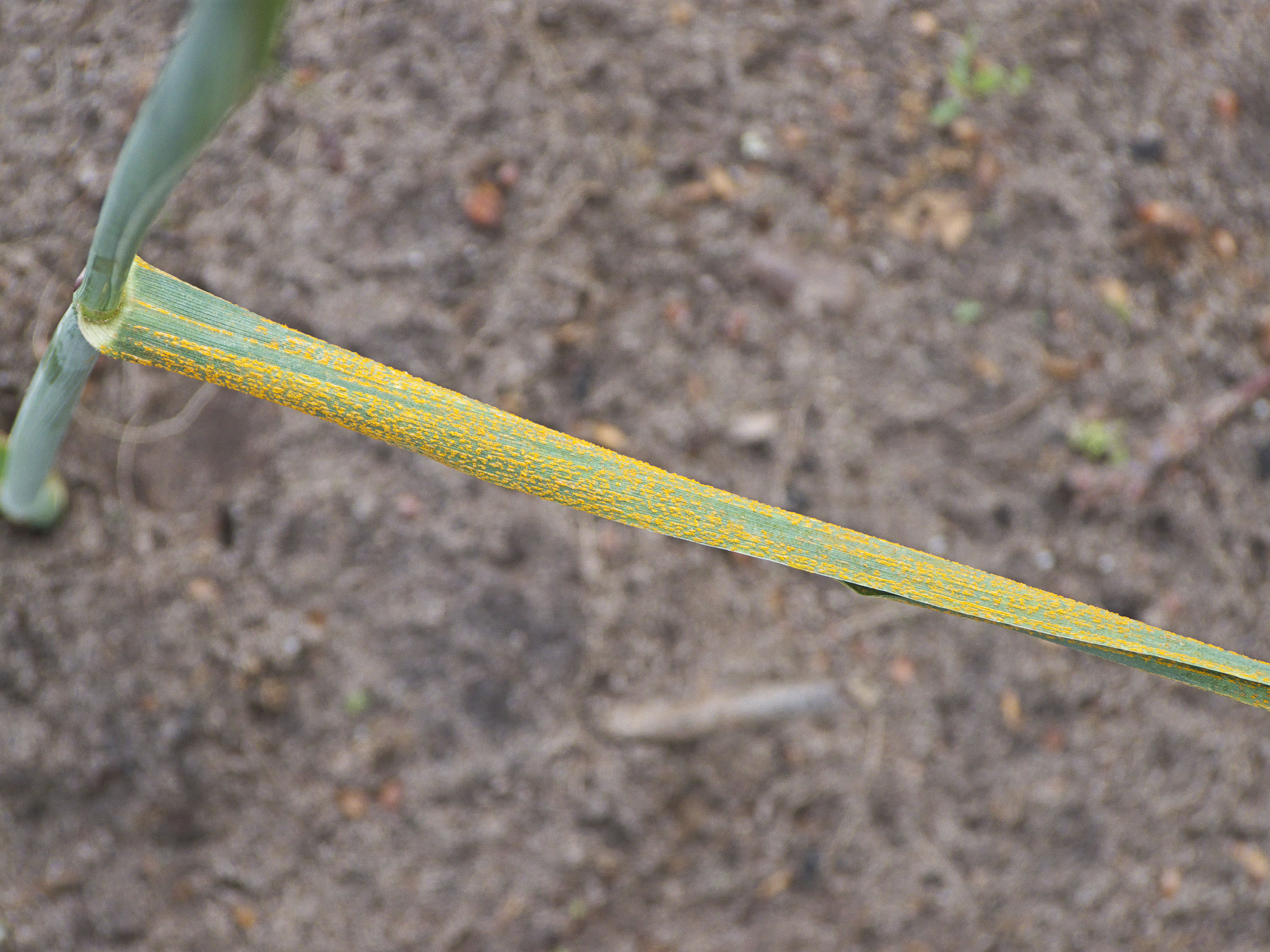
Gele roest